# Pandanus sechellarum
Espèce
Pandanus sechellarum est une espèce de plantes à fleurs de la famille des Pandanaceae. Cette espèce est originaire et endémique des Seychelles. C'est un arbre qui pousse principalement dans le biome tropical humide. Il a comme nom vernaculaire Vakwa maron, également orthographié Vacoa marron.

## Description

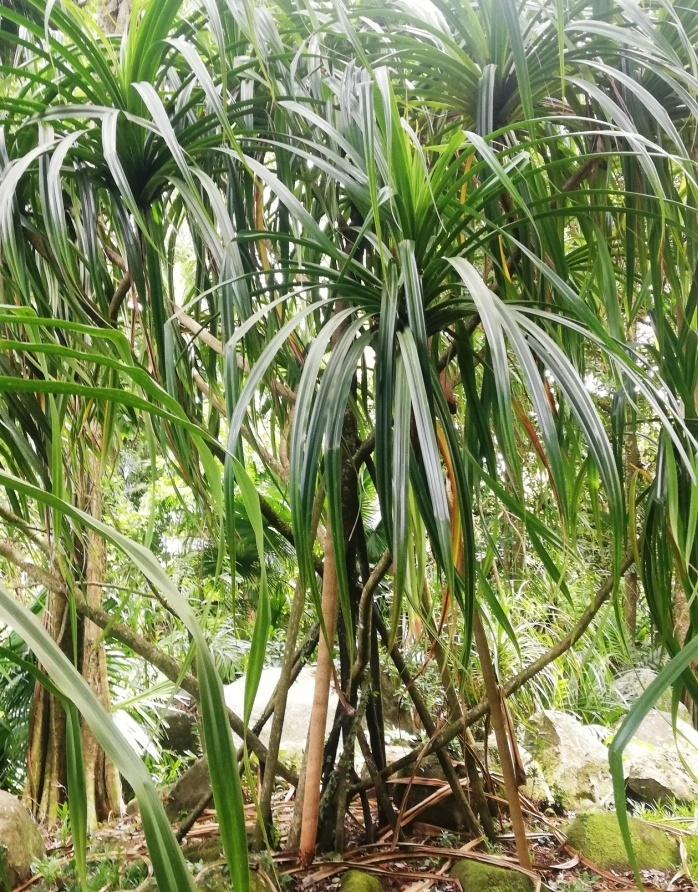
Pandanus sechellarum, détail des racines échasses proéminentes.

Pandanus sechellarum peut atteindre 15 m de hauteur, il possède des racines échasses extrêmement larges et proéminentes, poussant individuellement et espacées, depuis le haut du tronc. Elles peuvent atteindre 10 m de long et parfois seulement dépassé en longueur par quelques racines de banian (Ficus spp.). Son fruit sphérique de taille moyenne (30 cm) contient environ 70 segments de fruits individuels appelés pyrènes, et pend de la tige sur un pédoncule.

## Répartition et habitat
Pandanus sechellarum était autrefois l'une des espèces les plus communes de la végétation indigène des Seychelles. Aujourd'hui, on le trouve généralement sur les terrains escarpés, dans les vallées fluviales ou sur les sommets montagneux accessibles.
Parmi les autres Pandanaceae indigènes des Seychelles, on trouve Martellidendron hornei, Pandanus balfourii et Pandanus multispicatus. L'espèce malgache Pandanus utilis a été introduite et est désormais largement répandue.

## Statut de conservation
Pandanus sechellarum a été évalué en 2007 pour la Liste rouge de l'UICN des espèces menacées et est classé comme quasi menacé.

## Systématique
Le nom correct complet (avec auteur) de ce taxon est Pandanus sechellarum Balf.f..